# Baba Gurgur

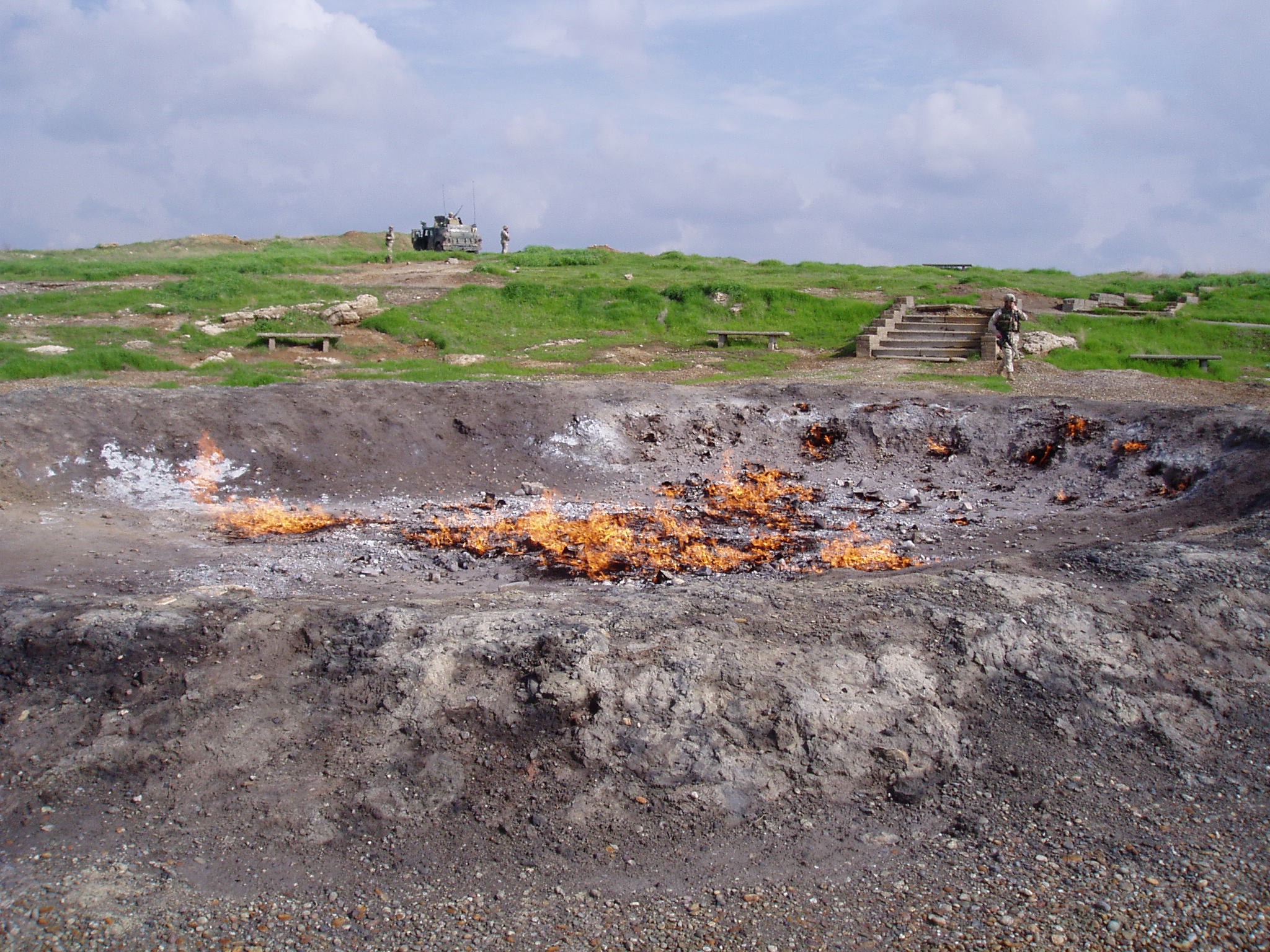
Baba Gurgur, Kirkuk, Irák

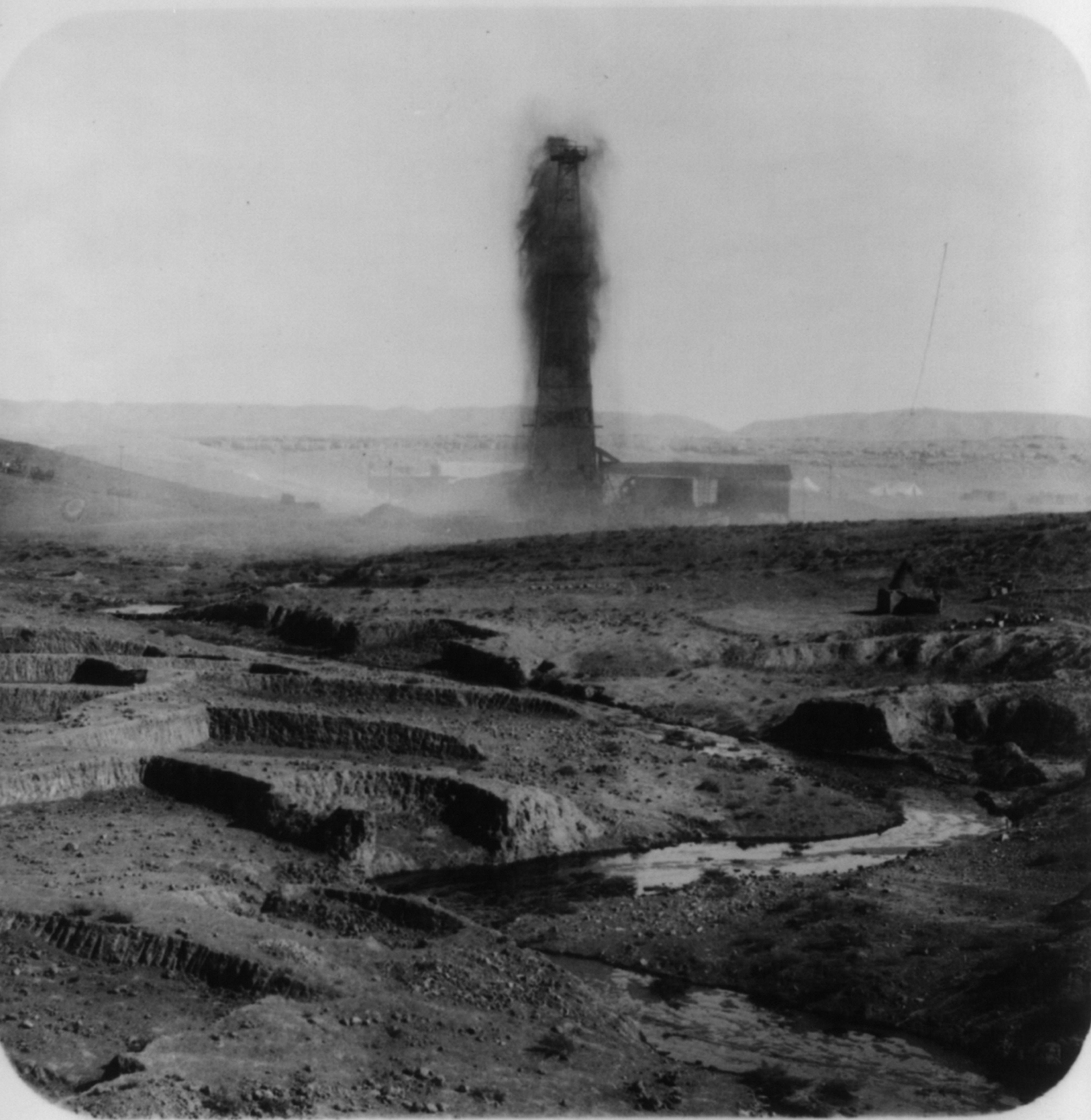
Baba Gurgur, 1932

Baba Gurgur (Kurdsky: بابە گوڕ گوڕ ركر) je ropné pole a místo hoření zemního plynu poblíž města Kirkúk, které bylo objeveno jako první v severním Iráku. K objevu ložiska došlo v roce 1927. Pole má průměr 40 metrů a hoří už 2 500 let, díky čemuž má mezi místními označení Věčný oheň. Baba Gurgur leží 16 kilometrů severozápadně od města Arrapha.
Baba Gurgur bylo dlouho označováno za největší ropné pole na světě. Jeho rekord byl překonán roku 1948, kdy bylo objeveno pole Ghawar v Saúdské Arábii.

## Jméno
Jméno Baba Gurgur je pravděpodobně odvozeno z bab nebo baba (kurdské slovo pro otce) a gur (kurdské slovo pro oheň nebo plamen). Jméno se tedy dá přeložit jako "otec věčného plamene".

## Věčný oheň
Hořící plameny jsou výsledkem emise zemního plynu, které unikají prasklinami ve skalách.
Někteří lidé věří, že Věčný oheň je ohnivou pecí zmíněnou v biblické knize Daniel, kapitola 3 v Tanachhu (Starý zákon), do níž král Nebuchadnezar (630 př. n. l. až 562 př. n. l.), vládce Babylonu, hodil tři Židy za to, že odmítli uctívat jeho zlatý idol. Pro obyvatele Kirkúku má toto místo významnou symbolickou hodnotu. I když tato praxe vymírá, ženy z celého Iráku navštěvovaly Babu Gurgur a žádaly, aby měly chlapečka. Od toho pochází kurdské rčení: „Otče ohně, přicházím s ohněm, abych byla matkou chlapce.“ („Babe gur-gur hatim be gur, bibim be dayikî kur.“) Tato prastará praxe vznikla pravděpodobně v době zoroastrismu nebo jiných systémů víry, které mají ve svém středu přírodní prvky jako oheň, slunce, půdu atd.
Teplo z plamenů využívali v dřívějších dobách pastýři, aby zahřáli stáda během zim.

## Problémy
Už v roce, kdy byla ložiska objevena, zde začala těžba ropy. Zásoby byly v roce 1927 napíchnuty tureckou ropnou společností (předchůdcem IRS: Irácké ropné společnosti). 15. října 1927 v 15:00 se vrt dostal k podzemním zásobám ropy. Ta ale byla pod tlakem a protekla kolem jednoho ze zavedených vrtných zařízení na povrch. Vytryskla do výše 42 metrů. Kirkuku a dalším blízkým vesnicím v tu chvíli hrozilo, že je zničí ropná záplava, protože společnosti se nedařilo unikající tok zastavit. Nakonec bylo rozhodnuto zahájit stavbu přehrad, které od sebe budou vzdáleny asi 1,5 km. Asi 24 kilometrů od studny byl vybrán kus nízkého terénu, který šlo snadno přehradit tak, aby v případě nouze zadržel ropu uniklou během několika týdnů. Odhadovalo se, že pro stavbu přehrad bude zapotřebí 2 000 mužů. Muži z kmene Arab Jubur podél řeky Zab a kmene Arab Obaid z pláně Hawija se přihlásili. Několik šťastlivců mohlo jezdit po rozlehlé oblasti stavby v motorových vozidlech, na většinu dělníků se ale nedostalo. Muži museli chodit pěšky a v případě převelení na druhý konec stavební oblasti museli překonat vzdálenost 60 km. Muži pracující přímo na těžbě ropy často pracovali téměř nazí, jen v plynových maskách.
Brzy po dostavění bezpečnostních přehrad vyšlo najevo, že společnost může za závažnou ekologickou krizi. Ropná studna byla totiž umístěna v depresi známé jako Wadi Naft, která odváděla vodu ze širého okolí, a ropa steklá do pramene unikala do otevřené pouště. Navíc neustále trvalo riziko požáru, protože všechny podzemní dutiny a pukliny v okruhu několika kilometrů od ropného pole byly naplněny ropou. V dutinách blízkých nízkých kopců se také vytvářela modrá mlha způsobená plynovými kapsami. Jednou v noci jedovaté účinky nahromaděného plynu zabily dva vrtače a tři pomocné pracovníky.
Uzavření regulačního ventilu a částečné přerušení těžby nastalo deset dnů po prvním výbuchu.
Blížící se období dešťů vyvolalo strach z dalších katastrof: kdyby deště zaplavily oblast a voda se dostala k vádí, ropa by se svezla dolů k řece a znečistila by zásoby vody v celé zemi. Protože byla stále všude po zemi rozteklá ropa, byla rychle nainstalována čerpadla se záměrem dostat ji zase pod zem, ale to opatření mělo jen malý efekt. Proto těsně před příchodem dešťů byla neodčerpaná ropa na zemi zapálena. Práce na vyčištění oblasti byly dokončeny do Štědrého dne roku 1927.

## Moderní éra
V roce 2018 se tvrdilo, že ropa vytěžená na tomto poli byla kurdskou vládou poslána do tureckého města Cejhan a odtamtud byla tajně převezena do Izraele.